# NGC 5189
NGC 5189 est une nébuleuse planétaire située dans la constellation du Mouche. Elle a été découverte par l'astronome écossais James Dunlop en 1826. Cette nébuleuse a aussi été observée par l'astronome américaine Williamina Fleming en 1901 et elle a été inscrite à l'Index Catalogue sous la cote IC 4274. Elle a aussi été cataloguée comme Δ252.
Pendant de nombreuses années, elle a été classée comme étant une nébuleuse en émission, d'où son inscription dans la 47e entrée du catalogue des nébuleuses en émissions de Colin Stanley Gum (Gum 47). Mais en 1967, Karl G. Henize a décrit celle-ci comme étant une nébuleuse quasi-planétaire en se basant sur ses émissions spectrales.

## Observation
Avec une magnitude apparente dans le bleu de 10,3, on doit utiliser des jumelles dont l'ouverture est de 80 mm ou un petit télescope pour l'observer.  

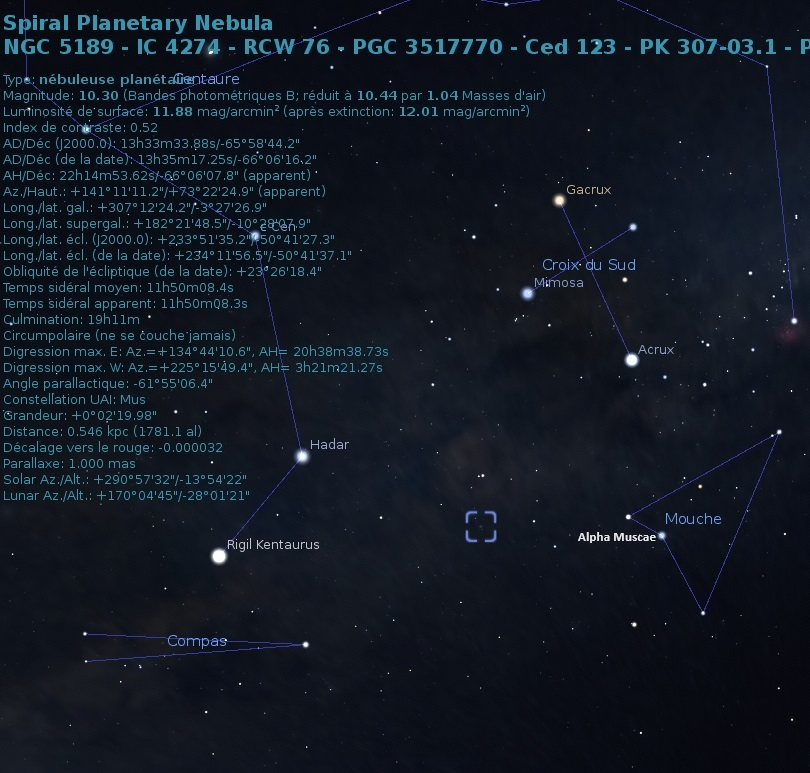
Localisation de NGC 5189 dans la constellation de la Mouche (Stellarium).

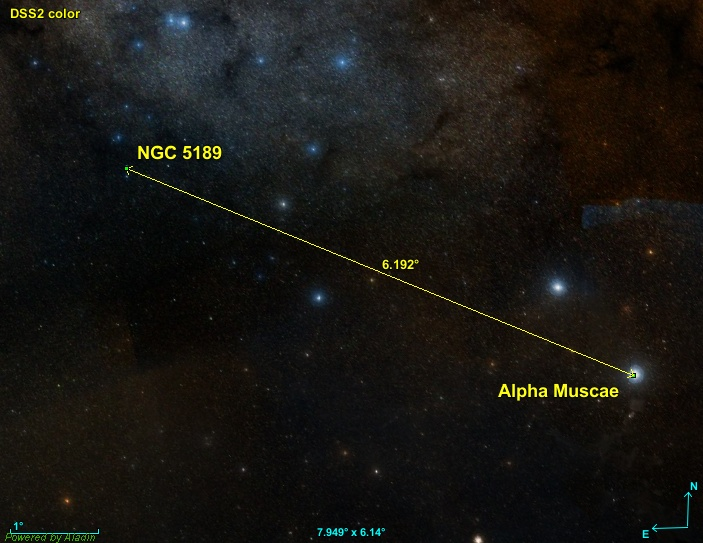
Position de NGC 5189 par rapport à une étoile.

La nébuleuse NGC 5189 est située à environ 6,2 degrés au nord-est d'Alpha Muscae.

## Caractéristiques

### Distance, taille et vitesse
Le logiciel en ligne Aladin Lite permet de consulter les données astronomiques de plusieurs catalogues, dont le « GAIA EARLY DATA RELEASE 3 (GAIA EDR3) ». La parallaxe de NGC 5189 est égale à 0,680 9 ± 0,018 4 mas, ce qui correspond à une distance de 1469 +41
−39 pc.
La taille apparente de la nébuleuse est de 2,33 minutes d'arc,, ce qui, compte tenu de la distance et grâce à un calcul simple, équivaut à une taille réelle de 3,24 ± 0,09 al.
Deux valeurs identiques de la vitesse sont indiquées sur la base de données Simbad, soit −6,0 ± 5,0 km/s,.

### Structure

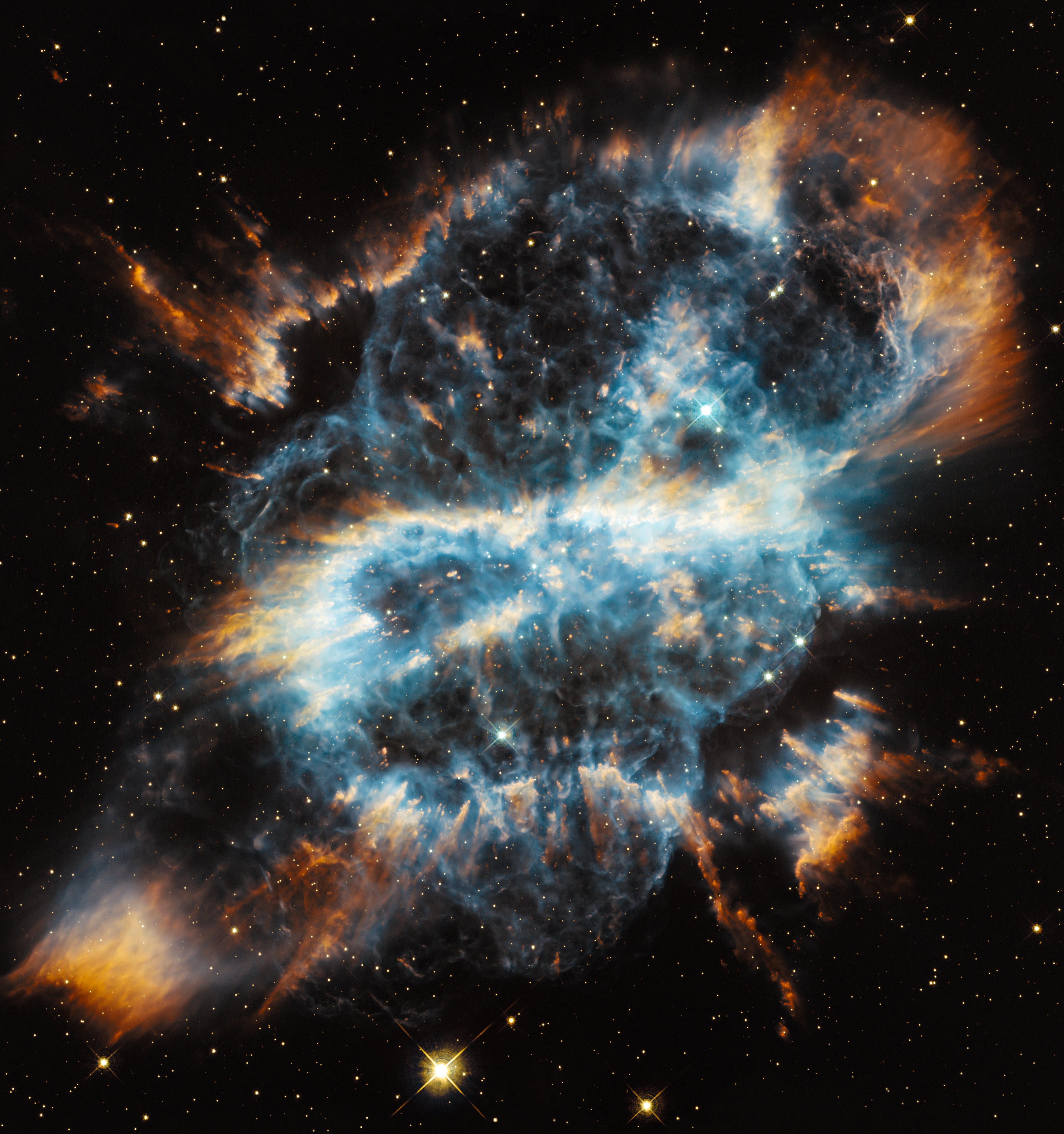
NGC 5189 par le télescope spatial Hubble.

Observées par les astronomes avec des télescopes de faible grossissement et de qualité plutôt médiocre, les nébuleuses planétaires avaient une forme à peu près sphérique et elles apparaissaient vertes ou bleues comme Uranus et Neptune. Leur nom vient de ces observations. Les nébuleuses planétaires se forment lors de la dernière étape de la vie d'une étoile de masse intermédiaire comme le Soleil. En consommant le dernier combustible près de son noyau, l'étoile expulse une grande partie de ses régions externes sous forme de gaz. Ces gaz sont portés à de très haute température et ils brillent de mille feux, présentant des structures que les scientifiques tentent toujours de comprendre pleinement. L'image de NGC 5189 prise par Hubble est de loin la plus détaillée réalisée à ce jour et elle nous montre une structure particulièrement inusitée et spectaculaire.
Selon une étude publiée en avril 2024 par Schönberner et Steffen, qui est en quelque sorte un résumé des connaissances acquises sur une douzaine des nébuleuses planétaires, étude qui cite plusieurs références, la vitesse interne du vent du halo de la nébuleuse de NGC 5189 est de 2 500 km/s et sa luminosité est de 110 {\displaystyle L_{\odot }} (log10= 2,04). Sa perte de masse par année est de 2,14 * 10-7 {\displaystyle M_{\odot }}/an (log10=-6,67). La luminosité de la nébuleuse dans le domaine des rayons X est de 5,50 * 10-2 {\displaystyle l_{\odot }} (log10=-1,26).

### Étoile centrale
Plusieurs nébuleuses planétaires ressemblent en effet à des planètes, mais ce n'est pas le cas de NGC 5189 qui se déploie en forme de S. La très haute résolution du télescope Hubble permet de voir des chapelets denses de nœuds dans les nuages de gaz. En raison de la forme en S ainsi que de la symétrie ponctuelle des nœuds, on a émis depuis longtemps l'hypothèse que l'astre au centre de NGC 5189 est une étoile binaire. L'analyse des données captées par Hubble a montré que deux régions denses de faible ionisation forment la structure en S. L'une de ses régions se déplace vers le nord-est et l'autre vers le sud-ouest, mouvement qui pourrait provenir d'une expulsion de matière relativement récente de l'étoile centrale.
Grâce à des observations récentes avec le Grand télescope d'Afrique australe, on a finalement découvert l'étoile compagne de la naine blanche. Cette compagne est une étoile de type Wolf-Rayet de faible masse, un type plutôt rare. L'étoile compagne est sur une orbite dont la période est de 4,04 jours.
Selon Schönberner et Steffen, le type spectral de l'étoile au centre de NGC 5189 est WO1, ce qui signifie que c'est une étoile de type Wolf-Rayet dont le rappot entre l'oxygène et le carbone est inférieur à l'unité. Sa température effective est de 165 kK et sa luminosité est de 3,80 * 103 {\displaystyle l_{\odot }} (log10=3,58). Notons que Schönberner et ses collègues ont adopté une distance d'environ 1,47 kpc (∼4 790 al) pour déterminer les valeurs qu'ils proposent.